# Jan VIII. Palaiologos
Jan VIII. Palaiologos nebo Palaeologus, řecky Ιωάννης Η' Παλαιολόγος, Iōannēs VIII Palaiologos, (18. prosince 1392 – 31. října 1448) byl byzantský císař v letech 1425 až 1448.

## Životopis

### Nástup na trůn
Jan VIII. byl nejstarší z šesti otce přeživších synů císaře Manuela II., tudíž měl přirozený nárok na císařský trůn. Hned od počátku vlády se musel vyrovnávat s cílevědomými útoky Osmanů. Protože jednotlivé državy říše byly izolovány od hlavního města, nebylo možné je spravovat z hlavního města. Proto císař de facto vládl pouze v Konstantinopoli, ostatní města byla rozdělena mezi jeho příbuzné. Jeho bratr Konstantin vládl v Selymbrii, Demetrios na Lemnu a Theodoros vládl na Peleponésu.

### Florentská unie
Jan se snažil hledat pomoc proti Turkům na západě, cestoval do Benátek, Milána a Uher, ale ničeho nedosáhl. Poté přistoupil na kompromis a začal jednat se západní církví. Jednání neprobíhalo v Římě, ale na koncilu, který byl na východě považován za jediný kompetentní. Nejdříve se jednalo na koncilu v Basileji v letech 1431–1433, kde byl zvolen papež Evžen IV. Jednání se účastnili i zástupci konstantinopolské církve. Zde se poprvé ortodoxní Řekové ostře postavili proti tomu, aby byli srovnáváni s českými heretiky. A zde bylo také rozhodnuto že ,dalším místem jednání mezi Římem a Konstantinopolí bude Ferrara v severní Itálii. V listopadu roku 1437 se císař znovu odebral do Itálie a dočasně povolal Konstantina z jeho panství v Selymbrii, aby spravoval v době jeho nepřítomnosti Konstantinopol. S císařem odjel na koncil i jeho bratr Demetrios.
Postoj k unii byl v byzantském prostředí velmi složitý. A to jak mezi prostým obyvatelstvem, tak v církevních a intelektuálních kruzích. Základním problémem bylo podřízení se konstantinopolského patriarchátu římskému papeži, proti čemuž se jednoznačně postavil prostý lid říše. Říše byla rozdělena na dva nesmiřitelné tábory, na Filenotikoi (což byli přívrženci unie) a na Anthenotikoi (což byli protivníci unie). Obě skupiny vedly tvrdé spory, jež byly výrazem ze dvou hrozících zel, ze zničení vlastní svébytnosti Latiny (římskokatolickými Evropany) nebo Osmany.
Koncil byl svolán do Ferrary v roce 1438 a poté pokračoval v roce 1439 ve Florencii. Byzantskou delegaci vedl císař Jan VIII. spolu s vážně nemocným patriarchou Josefem II., který během dlouhého jednání zemřel. Na koncil přijeli dokonce i patriarchové z Alexandrie, Antiochie a Jeruzaléma, dále význačné kulturní osobnosti, jako byl filozof Georgios Plethon, Gennadios Scholaris, později první patriarcha po pádu Konstantinopole, metropolita nikájský Bessarion, metropolita kyjevský Isidoros, a Markos Eugenikos, biskup efeský. Přijelo na 700 osob a pobyt delegace musel značně zatížit papežskou pokladnu.
Byl připraven dekret v němž byla zdůrazněna podřízenost ortodoxní církve papežovi, a 6. července 1439 se přistoupilo k podpisu. Latinský dekret o unii přečetl kardinál Cesarini a v řečtině byl přednesen slavným Bessarionem. Všichni byzantští hodnostáři unii podepsali, pouze efeský biskup ne. Zdálo se že most mezi východem a západem byl konečně překlenut a nyní začne období společné spolupráce. V Římě zavládla spokojenost.

#### Ohlas florentské smlouvy v ortodoxním světě
Zcela jiná byla reakce v Konstantinopoli po návratu delegace z Itálie. Byzantský lid unii nepřijal a přimkl se k jedinému, který pravou víru nezradil, a to byl biskup efeský, ten se stal vedoucím opozice proti unii. Unii později odmítly i patriarcháty v Alexandrii, Antiochii a Jeruzalémě. S odmítavým postojem se dekret setkal i v Rusi. Car Vasilij II. dal metropolitu Isidora zatknout a uvěznit. Ten později uprchl a do Itálie kde konvertoval na katolictví, podobně jako Bessarion. Oba pak v hodnosti kardinálské strávili život v Itálii. Scholarios se zalekl reakce Byzantinců, a záhy prohlásil unii za zradu a postavil se do čela opozice. Rusové navíc přestali považovat byzantského císaře za hlavu ortodoxní církve a ruská církev se osamostatnila.

### Poslední pokus západu o záchranu Konstantinopole
Polský a uherský král Vladislav III. Varnenčik se postavil do čela výpravy spolu se sedmihradským vévodou Janem Hunyadim a odvážným srbským despotou Jiřím Brankovičem. K nim se připojil i kníže Vlad z Valašska a Benátky přislíbily podílet se na výstavbě loďstva. Pomoc přislíbil i papež a vévoda s Bourgogne. Zároveň se v té době organizovalo i vojsko albánského Skandenberga, pověstného hrdiny který byl vůdcem albánského odporu proti Turkům. Na Peleponésu se zatím opravovala zeď Hexamilion. Král Vladislav v čele 25 000 mužů překročil Dunaj. Loďstvo vyrazilo do Černého moře. Sultán Murad II. byl v té době vázán boji na východě a proto uzavřel s Vladislavem mírovou smlouvu v níž se zavázal k desetiletému míru a odstoupil Niš a Sofii. Pak odtáhl do Anatolie. Avšak Benátčané a císař navrhovali další válečné akce. Vladislav tak začal znovu postupovat bulharským územím, s tím že smlouva uzavřená s nevěřícími je neplatná. Sultán šokován křesťaskou věrolomností překročil, s armádou třikrát větší než měla k dispozici křesťanská liga, Bospor a 10. listopadu 1444 drtivě porazil křesťany v bitvě u Varny; v bitevní vřavě našli smrt polský král Vladislav i kardinál Cesarini. Bitva národů, jak byla nikdy zvána bitva u Varny, byla posledním pokusem o pomoc izolované Konstantinopoli. Murad pak pronikl na Peleponés, který vyplenil a odvlekl do otroctví na 60 000 lidí. Císař Jan VIII. zemřel roku 1448 a smrt pro něj byla vysvobozením. Přestože byl třikrát ženat, nikdy neměl jediné dítě.